# Eduard Tubau i Cutal
Eduard Tubau i Cutal, conegut com a Edi Tubau, (Terrassa, 6 de gener de 1981) és un jugador d'hoquei sobre herba català, guanyador d'una medalla olímpica.
Membre inicialment del Club Egara de Terrassa i posteriorment del Club de Campo Villa de Madrid, va participar, als 19 anys, en els Jocs Olímpics d'Estiu de 2000 a Sydney (Austràlia), on va finalitzar novè en la prova masculina d'hoquei sobre herba. En els Jocs Olímpics d'Estiu de 2004 a Atenes (Grècia) va guanyar un diploma olímpic en finalitzar quart en la competició olímpica, i en els Jocs Olímpics d'Estiu de 2008 a Pequín (República Popular de la Xina) va guanyar la medalla d'argent.
Al llarg de la seva carrera ha guanyat una medalla en el Campionat del Món d'hoquei sobre herba i dues medalles en el Campionat d'Europa.